# Iguana
Genre
Iguana est un genre de sauriens de la famille des Iguanidae.

## Répartition
Les espèces de ce genre se rencontrent en Amérique tropicale.

## Description

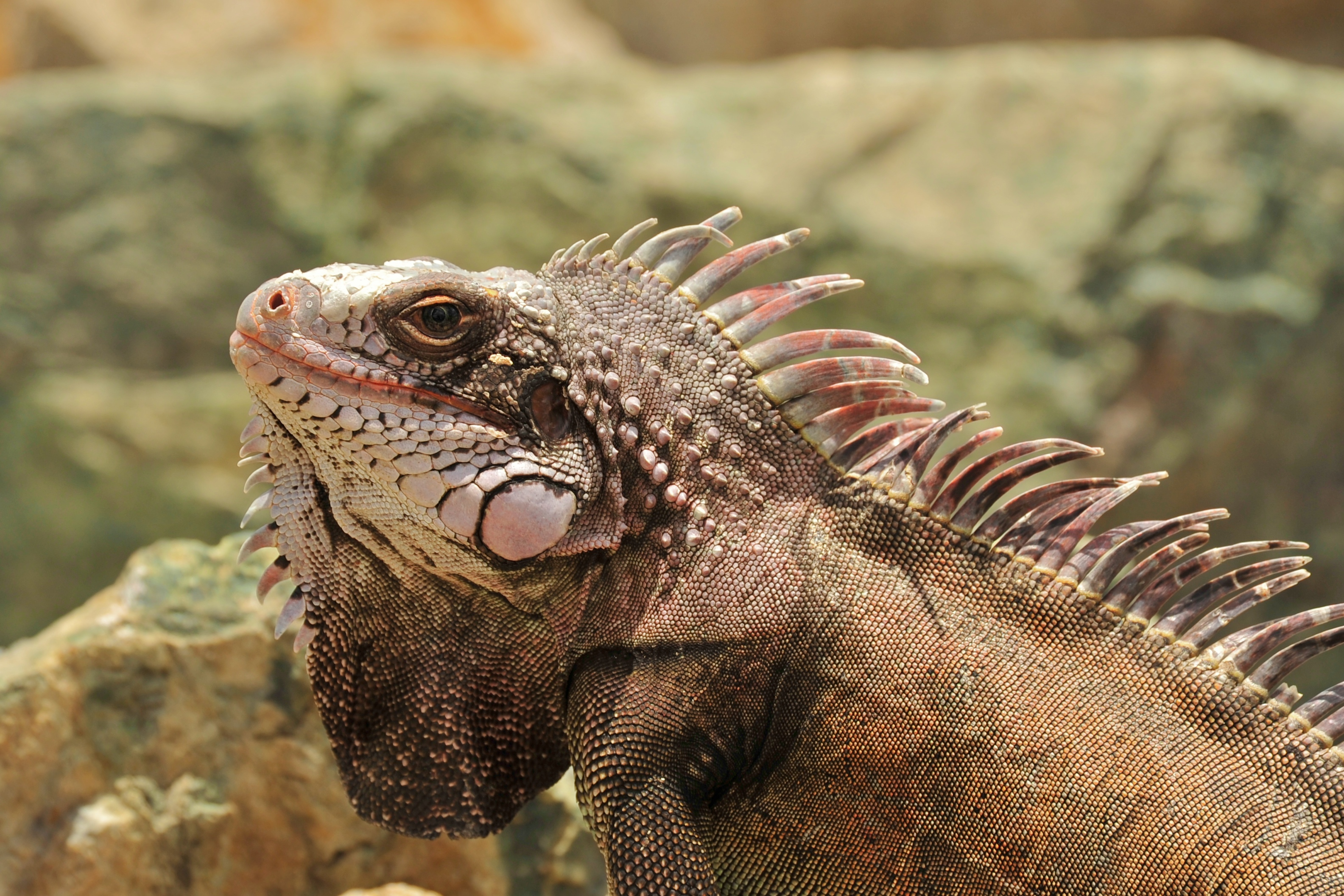
Iguana iguana

L'iguane vert, est le plus courant avec sa queue rayée et sa grosse « écaille » en dessous de l'œil appelé écaille subtympanique.
L'iguane antillais est plus petit et en danger d'extinction. C'est une espèce pouvant mesurer jusqu'à 40cm. Les îles de la Petite-Terre en Guadeloupe abriteraient à elles seules un tiers de la population totale estimée à 9 500 individus. Leurs caractéristiques génétiques en feraient une colonie assez pure alors qu'ailleurs, les populations sont très hybridées par l'iguane vert d'Amérique centrale.

## Liste des espèces
Selon The Reptile Database (3 décembre 2012) : 
- Iguana delicatissima Laurenti, 1768 - Iguane antillais
- Iguana iguana (Linnaeus, 1758) - Iguane vert

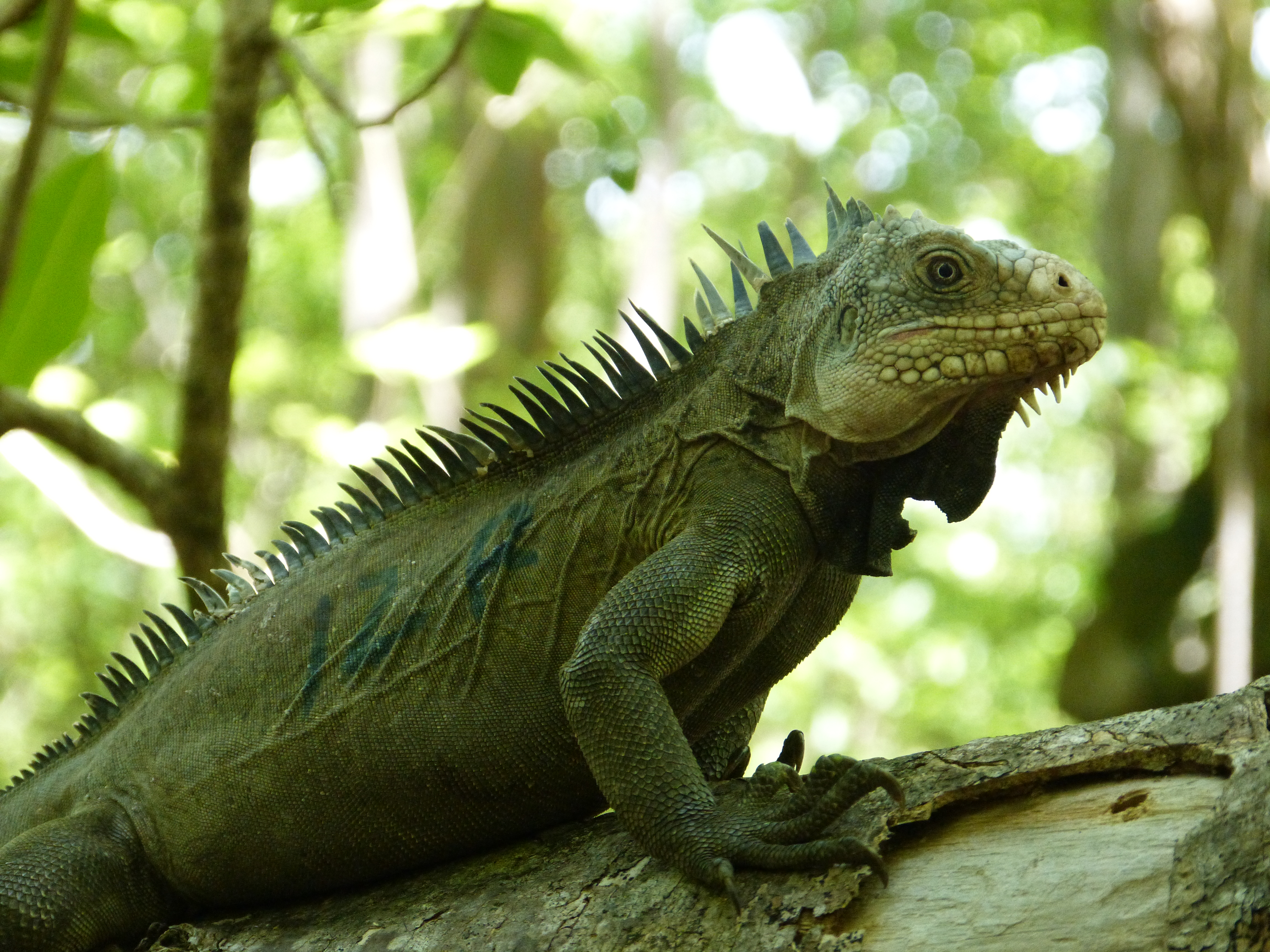
Iguane antillais.
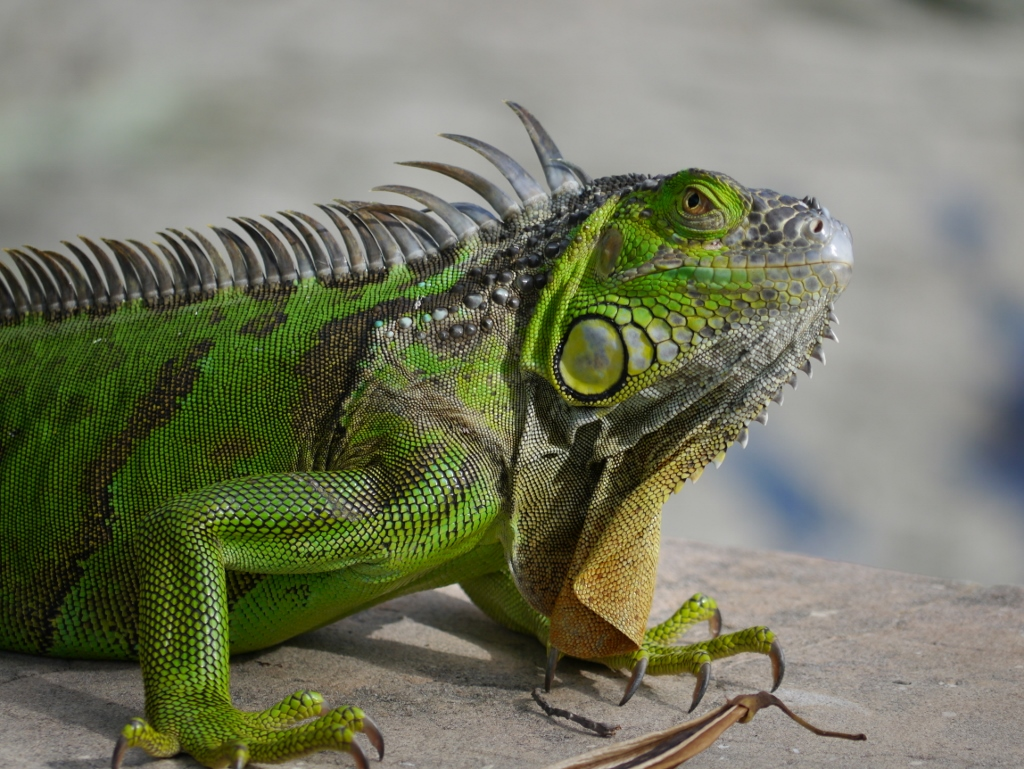
Iguane vert.

## Législation
Des pays comme la France considèrent l'iguane comme un animal sauvage. Ces deux espèces (iguane vert et iguane antillais) sont complètement protégées depuis 1989.
Sa détention n'est autorisée qu'à la condition d'obtenir un certificat de capacité sous certaines conditions.

## En captivité
En captivité, ils ont une durée de vie de 10 à 15 ans, ce qui représente une vie supérieure à ceux qui vivent en liberté, les conditions de l'élevage favorisant la longévité de ces sauriens.
En captivité les iguanes adultes peuvent être dangereux de par leur taille et leur force. 

## Publication originale
- Laurenti, 1768 : Specimen medicum, exhibens synopsin reptilium emendatam cum experimentis circa venena et antidota reptilium austriacorum Vienna Joan Thomae p. 1-217 (texte intégral).

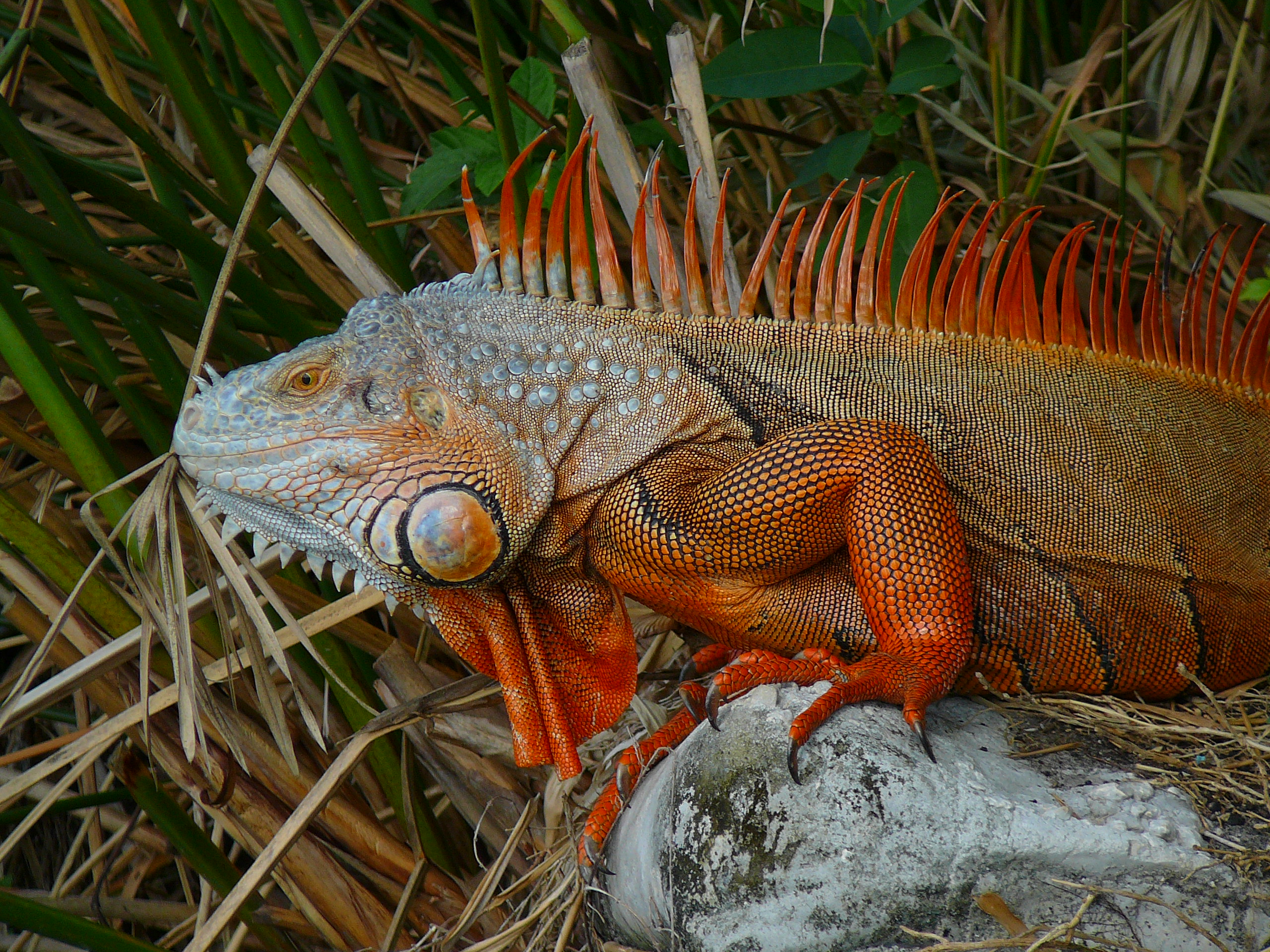
Variante de couleur d'un iguane vert.
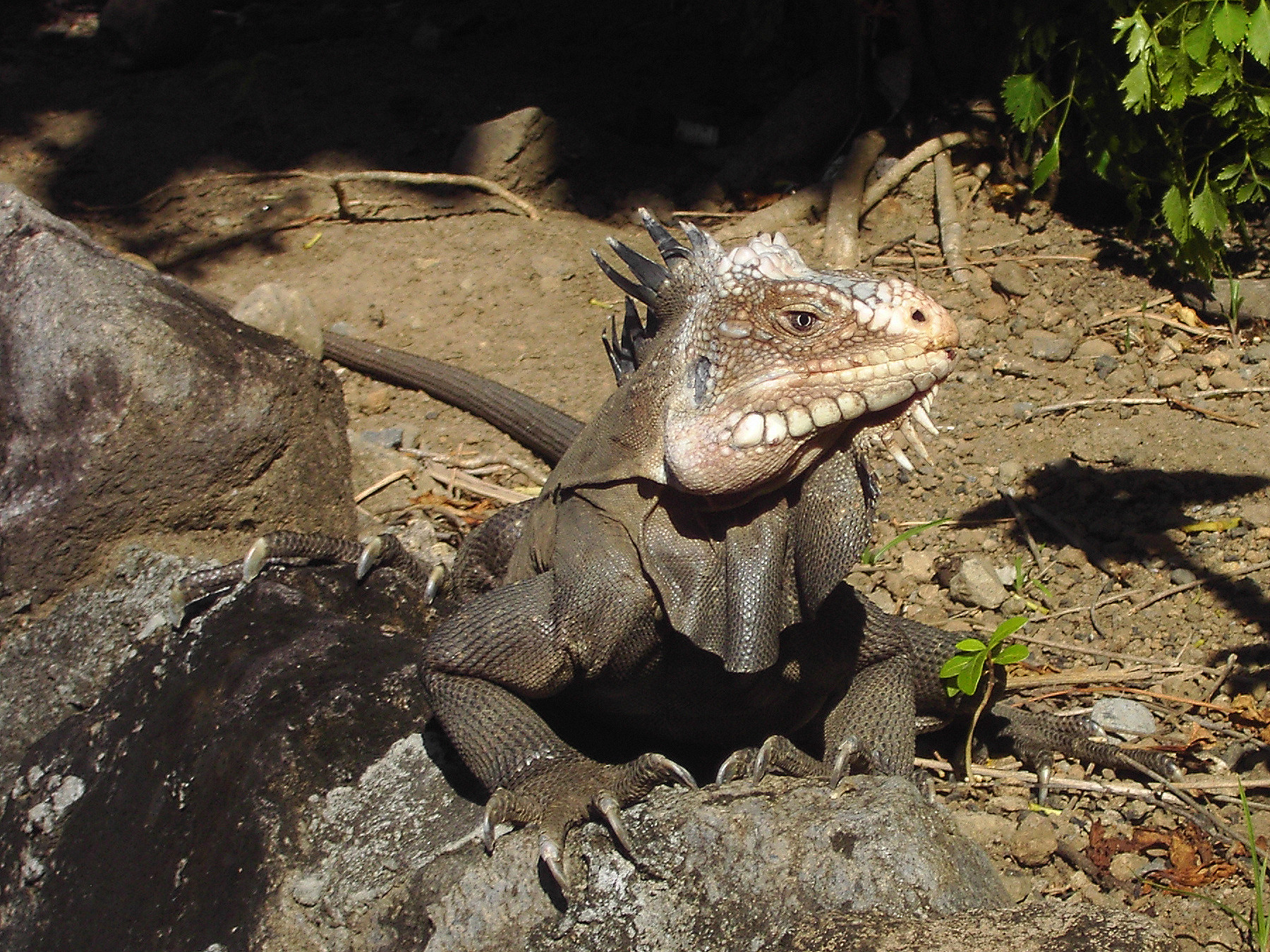
Iguana delicatissima, île de la Dominique
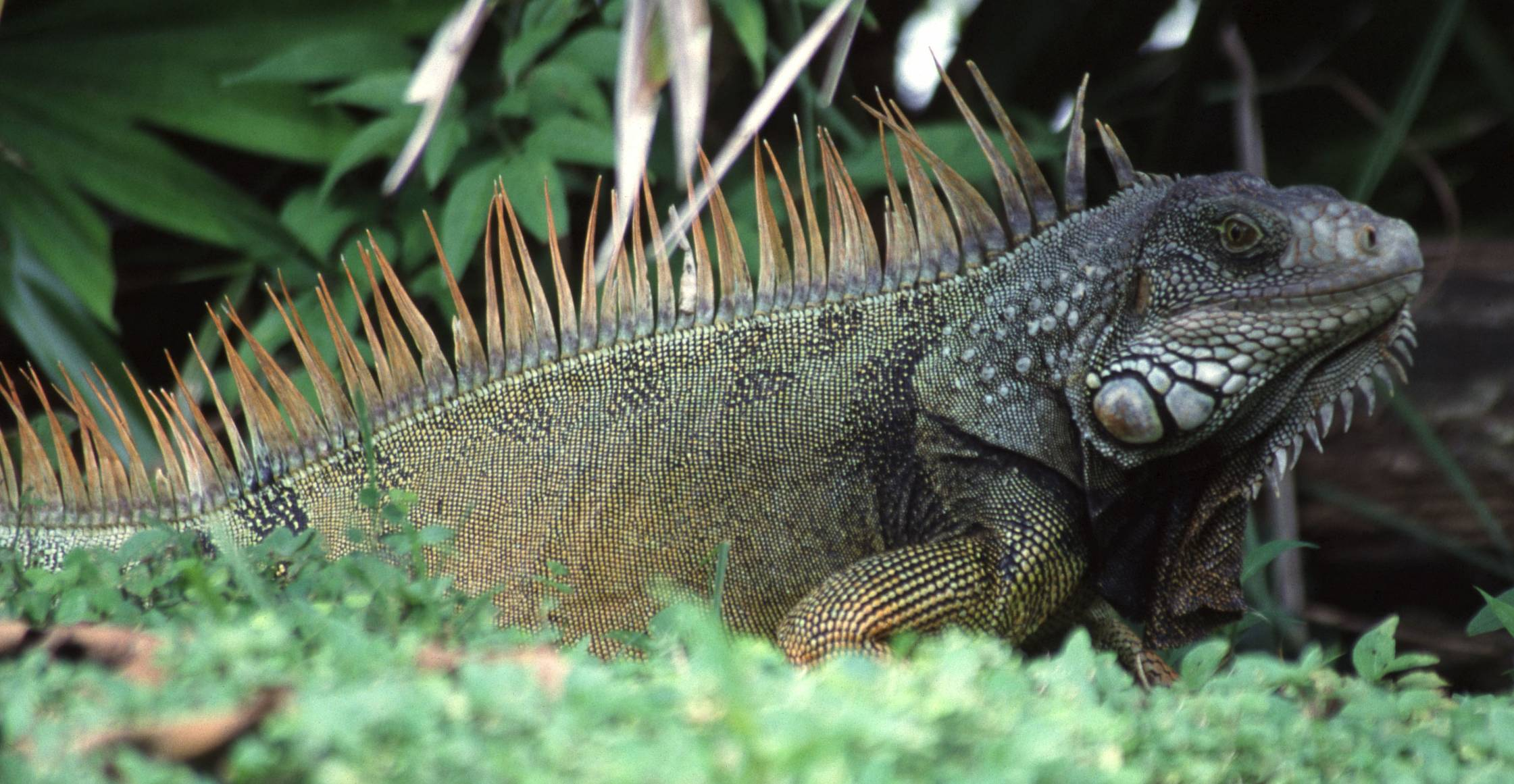
Iguana iguana mâle, île de Barro Colorado au Panama
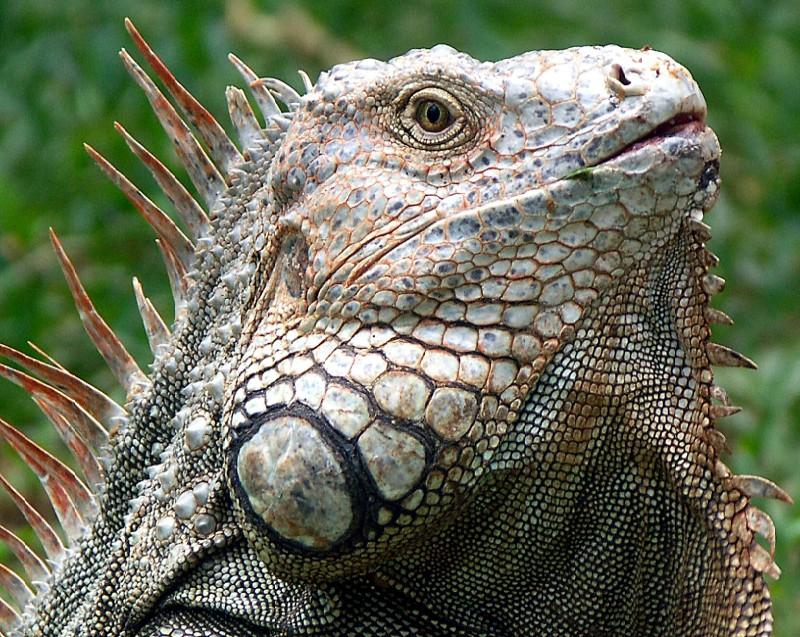
Iguana iguana du Costa Rica.